# Stanko Ibler
Stanko Ibler (Zagreb, 6. siječnja 1901. - Zagreb, 12. listopada 1993.), hrvatski liječnik pneumoftizeolog

## Životopis
Rođen u Zagrebu. Potječe iz jedne od najuglednijih hrvatskih obitelji akademske provenijencije. 
U rodnom gradu završio 1919. gimnaziju, 1928. studij medicine i 1932. specijalizaciju iz pneumoftizeologije. Zaposlio se u zagrebačkom Antituberkuloznom dispanzeru, od 1934. dio novoosnovana Instituta za tuberkulozu. Od 1935. – 36. usavršavao se u Parizu, u Danskoj, Švedskoj i Norveškoj. Ibler je od 1943. u hrvatskome pokretu otpora. Bio je epidemiolog VI. slavonskoga korpusa, pa zamjenik načelnika saniteta štaba X. zagrebačkoga korpusa. U činu sanitetskog kapetana demobiliziran je 1945. godine. Od demobiliziranja vodi Odjel za tuberkulozu Zakladne bolnice Rebro u Zagrebu. Nakon godine dana ravnatelj je novoosnovane specijalne bolnice na Jordanovcu. U tu je bolnicu premješten i Odjel za tuberkulozu. Na dužnosti je sve do odlaska u mirovinu 1963. godine. Od 1947. do 1950. bio je glavni urednik Liječničkog vjesnika. Na Medicinskom fakultetu honorarno je predavao ftizeologiju.

## Radovi
Pisao radove iz područja plućne tuberkuloze, karcinoma bronha te plućnog emfizema. Radovi su mu objavljeni u Liječničkom vjesniku, Tuberkulozi, Suvremenim temama iz tuberkuloze, u zbornicima kongresa ftizeologa i simpozija o alergiji i gerontologiji.

## Obitelj
Otac je hrvatskoga anesteziologa i diplomata Mladena Iblera, djed danske arhitektice i publicistice Marianne Ibler. Brat mu je Drago Ibler, a hrvatski književni kritičar i publicist Janko Ibler otac.

## Vanjske poveznice
- WorldCat Author:Ibler, S